# Writer's Block
《Writer's Block》是香港歌手AGA江海迦的第六張個人錄音室專輯，同時此專輯亦成為AGA推出的首張概念大碟及離開環球唱片前推出的最後一張唱片。

## 製作背景
《Writer's Block》是AGA首度推出概念專輯，她將這張專輯的概念形容為待拆卸的大廈，大廈內的三個住戶各自在城市生活中面對著不同的故事與問題；專輯標題則源於作為創作歌手的自己對可能到來的創作瓶頸的恐懼。專輯首波主打歌《DRUNK DIAL》是AGA受到醉酒後常愛致電他人的朋友的故事啟發而創作，也成為這張專輯概念的源頭。
為配合專輯推出，AGA歷年來發佈之5張錄音室專輯《AGA》、《Ginadoll》(含首版跟第二版)、《Luna》(含首版跟第二版)、《So Called Love Songs》(含首版跟第二版)及《Agatha》於多家音樂串流平台上之封面(共8張)色調一度換成銀色；此外，AGA與專輯監製舒文亦為先前發佈的4首作品推出低傳真音樂(Lo-fi)版本，包括〈DRUNK DIAL〉、〈Unfamiliar City〉、〈沒有咖啡的喫茶店〉及〈Gas Station Diner〉。

## 故事大綱
歡迎來到「Writer’s Block」避難，不過此地不宜久留。
一座大樓，三個空間，無數待解的結。歷史悠久的五層大樓，每個單位各具個性，堅固硬朗的鋼筋混凝土建築裡頭，聚集了細膩敏感的靈魂，大家心裡都各有難解的心事。
AGA 江海迦的全新概念專輯「Writer’s Block」就發生在這樣的一座大樓裡，15 首歌描寫了三個角色的故事⋯⋯這棟大樓內的那座古董拉閘式升降機，每天出入都要先把木門拉開，再拉開鐵閘，住客的心也同樣拉扯糾結。「Writer’s Block」內充滿矛盾，有人在這裡努力搭建出嚮往的世界，有人逃避令自己糾結的根源。
失戀女子 203，在派對喝醉後放下理性與尊嚴撥出電話，既純粹也衝動。有日她途經「Writer’s Block」樓下的便利店，迎面而來一張熟悉的臉孔，他們擦身而過，她才真正察覺二人落在兩條平行線上，再沒有任何相交的機會。
203 也許有見過長駐便利店的 404。
缺乏安全感的 404 永遠隨身攜帶一個大背包。背包裡有很多生活必需品，總是懼怕突發的事情。她喜歡深夜獨自到「Writer’s Block」樓下的便利店，邊吃邊聽歌⋯⋯亦因此邂逅教她用熱牛奶沖杯麵的男子。
然後 520 遇上了 203，還一起吃了意粉，儘管這看似是一場夢，或者不是。
住在 520 室的男子具有一種溫柔的魅力，卻時常活在自己幻想的美好世界中。正職為攝影師的他，有維修舊物的嗜好，彷彿在修修整整填填補補之中，能拼湊出自己不曾擁有的美好童年。
住客們陸續收到通知信，指「Writer’s Block」將於三個月後清拆。無論他們選擇釋懷與否，外面的世界仍舊流轉，未知在餘下的日子裡，有誰能找到心中的出口，好好地散場呢？

## 曲目簡介

#### Writer’s Block
半推半就地高速移動，快步走過馬路，但距離要去下一個地方，處理下一件差事，還有一點時間，所以走進街角的便利店小歇一下，吹吹冷氣。隔着充滿水氣的玻璃看着外面的人們機動性又快速地移動，城市的流動彷彿是不需經過接磋的默契。城市的車水馬龍沒有淹沒我們的故事，故事反覆迴盪、起起伏伏、浮浮沉沉，在我們的生活裡。這座大樓終將要拆卸，而我們又要去哪裡呢？

#### DRUNK DIAL
身處擠滿人的房間派對中，總顯得份外孤單。理性上深知關係已劃上句號，但心裏仍存有想要表達的說話，渴望更圓滿的結局。若能把電話打通，把心裏想說的再說一遍，會有多好？酒醉，才能放下了理性和尊嚴，決定撥出電話。

#### Unfamiliar City
悲傷和孤獨使熟悉不過的城市如今變得如此陌生冰冷。「陌生之城」既是阻絕 203 室女生與真實世界之間的隔膜，亦彷彿是女生悲痛欲絕，自我生成的保護罩。一個人的成長往往出現於他意識到世間的無常及萌生對自我價值追尋的渴求。面對未來人生的空白，女生默默舔舐傷口，發瘋似的打扮、變裝，走到街上放肆起舞，在思緒紛亂的過程中，女生彷彿探索着自己的可能性，尋覓那種真正屬於自己的快樂芳蹤。或許，當「陌生之城」的薄膜褪去之時，便是這位 203 室女生的夢醒時分：「原來自己一人也能快樂。」

#### Where am I? (Interlude)
由喝醉酒打電話，到漫遊彷彿無邊的陌生之城，在放肆又橫沖直撞的旅途上，203走到夜晚的最深處。那裡不是一個客觀現實的空間。迷惘之間，嘗試辨認自己的位置。在那度熟悉的門外徘徊着，她忽然有所頓悟，原來這一切都不再重要。

#### 星期六，不見不散 (Interlude)
404 偏執、不安，卻有着堅強的信念，但凡認定一件事，她一定會堅守到尾。她的背包? 有她需要和珍視的一切，如有閃失錯漏，她總會責怪自己。而面對喜歡的人，她也同樣堅持，可是這次她有不祥預感，那人或者會失約⋯⋯

#### 沒有咖啡的喫茶店
怎麼最後會活在了過去？「有時候，人要勇敢向後行，才能繼續往前走」，男生對女生說，提醒女生需要為她的過去畫上句號，才能放下執著和包袱向前行。這句說話，讓女生在男生離開後，日復日去同一間喫茶店，喝同樣的咖啡，掛念卻無法忘懷⋯⋯直到有一天女生忽然記起男生的這段話，才毅然放下，決定放下這段感情，這個隨身大袋與過去。當放下大袋的 404 室女生再次來到這間喫茶店，終於能勇敢向後行，放下執著與過去往前走。最終，這間喫茶店，也不再是一間普通的喫茶店，變成了一間「沒有咖啡的喫茶店」。

#### 喝完了，再見 (Interlude)
那天一起看的〈Fantastic Planet〉看懂多少，又有多少留在心? 404 面對愛人不辭而別顯然霎時間無法面對，亦困在後悔中踟躕不前。由他對電影的看法，到他難以啟齒的過去，天南地北，實在有太多關於他的事 404 沒來得及了解和關心。她重訪以前他們約會愛去的喫茶店，卻沒有咖啡供應。她想試着喝茶，試着喝別的，試着試着，或者可以走出去，不再回來了。

#### 相紙 (Interlude)
520 是個攝影師，浪漫又愛幻想。攝影師這個身份正好讓他名正言順去創作、想像，也給他一種方法去定格美好，好讓日後做夢亦有某種實在的依據。

#### Gas Station Diner
孤獨的靈魂在油站餐廳般的中轉站相遇，在這個音樂盒似的空間中旋轉起舞，兩人是雙生火焰，在互相映照的光芒之中互相取暖，之後又回到各自的黑暗。

#### 不要逼我有關係
城市生活面對太多人，可以斷絕的關係都想斷絕。交際應酬總是虛偽，寧願留在家裡享受一個人的時間，寧願在家裏做做家務，至少可以做自己。

#### 鐵石人生
520 的性格特質，很大程度來自童年經歷。父親鐵石心腸，他們很少交流，520 在不安中長大，自細步步為營，很怕真心交流，漸漸他也遺傳了父親的鐵石心腸。「請問我怎麼親親你與非親生的人 也不會受教訓」，兒時的親子關係，影響子女以後的親密關係的發展。傷口一代傳一代，萬劫不復。

#### 一樓 (Interlude)
520 決心離開「Writer’s Block」，也不再執迷於從前的關係。真正的放下，是接受不會再擁有對方，反而將最初的心意和戀愛的經歷，像用手心捧起一把微小的火光一樣好好珍藏。離開「Writer’s Block」以後，還要好好戀愛，520 在心裡默許。

#### Crying in 7-11
便利店繼續人來人往，404 還用着他的方法沖杯麵。其實便利店是一個很好哭的地方，因為所有人在這裡逗留的時間都很短，充其量是一個杯麵，一串魚蛋。即便有很多人走過，也沒有人會太在意你。最公共的地方，反而可以包容最私密的情緒。

#### You don’t have to be so strong all the time
「Writer’s Block」的住客離開後各自又去到別的地方。沒有了這個藏身之所，他們要學習勇敢並柔軟地面對自己和世界。過去的回憶和傷口，始終需要時間去平復。在真正獲得治癒之前，先接受和原諒現在的自己。

#### Writer’s Block (Lalala-Reprise)
「Writer’s Block」終將要拆卸。無論他們選擇釋懷與否，外面的世界仍舊流轉，未知在餘下的日子裡，有誰能找到心中的出口，好好地散場呢？

#### Liquor man’s play
從油站餐廳離開後，520 在回家的路上遇見一個正在賣唱的醉漢，醉漢邀請他停下來聽自己表演，520 答應了，醉漢便開始投入地唱着。歌曲不斷出現「Sofie」這個名字，可能這位女子離開了醉漢，讓他萬般不捨。但 520 又想，有可能「Sofie」只是一個假想的對象，醉漢同樣也是一個愛幻想的人……

## 曲目列表
| Disc 1   | Disc 1                                      | Disc 1   | Disc 1      | Disc 1                    | Disc 1 |
| 曲序     | 曲目                                        |          | 编曲        | 备注                      | 时长   |
| -------- | ------------------------------------------- | -------- | ----------- | ------------------------- | ------ |
| 1.       | Writer's Block                              |          |             |                           | 1:34   |
| 2.       | DRUNK DIAL                                  | 許弘毅   | Johnny Yim  | 第一主打                  | 3:38   |
| 3.       | Unfamiliar City 陌生之城                    | 許弘毅   | Jhen F      | 第二主打 Rap詞：AGA江海迦 | 3:21   |
| 4.       | Where am I?                                 |          |             | Interlude                 | 1:15   |
| 5.       | 星期六，不見不散                            |          |             | Interlude                 | 0:27   |
| 6.       | 沒有咖啡的喫茶店 (國)                       | 林若寧   | Johnny Yim  | 第三主打                  | 4:42   |
| 7.       | 喝完了，再見                                |          |             | Interlude                 | 0:43   |
| 8.       | 相紙                                        |          |             | Interlude                 | 0:57   |
| 9.       | Gas Station Diner                           | 許弘毅   | Adrian Chan | 第四主打                  | 4:30   |
| 10.      | 不要迫我有關係                              |          |             |                           | 2:16   |
| 11.      | 鐵石人生                                    |          |             |                           | 2:33   |
| 12.      | 一樓                                        |          |             | Interlude                 | 1:36   |
| 13.      | Crying in 7-11                              |          |             |                           | 4:18   |
| 14.      | You don't have to be so strong all the time |          |             |                           | 3:20   |
| 15.      | Writer's Block (Lalala-Reprise)             |          |             |                           | 1:34   |
| 总时长： | 总时长：                                    | 总时长： | 总时长：    | 总时长：                  | 36:44  |

| Disc 2 (Bonus Tracks and Demo Versions) | Disc 2 (Bonus Tracks and Demo Versions)                 | Disc 2 (Bonus Tracks and Demo Versions)                   | Disc 2 (Bonus Tracks and Demo Versions) |
| 曲序                                    | 曲目                                                    | 备注                                                      | 时长                                    |
| --------------------------------------- | ------------------------------------------------------- | --------------------------------------------------------- | --------------------------------------- |
| 1.                                      | Liquor man's play                                       |                                                           | 2:14                                    |
| 2.                                      | 沒有咖啡的喫茶店 (Cantonese Version)                    | 《沒有咖啡的喫茶店》之粵語版                              | 4:42                                    |
| 3.                                      | Gas Station Diner (English Version) (英)                | 《Gas Station Diner》之英語版                             | 4:29                                    |
| 4.                                      | Cigarette Ambassador (Demo Version)                     |                                                           | 2:18                                    |
| 5.                                      | You don't have to be strong all the time (Demo Version) | 《You don't have to be so strong all the time》之樣本歌曲 | 1:59                                    |
| 总时长：                                | 总时长：                                                | 总时长：                                                  | 15:42                                   |

## 專輯派台歌曲成績
| 年份 | 歌曲                 | 最高排名 | 最高排名 | 最高排名 | 最高排名 | 最高排名 | 最高排名 | 最高排名 | 最高排名 | 最高排名 | 最高排名 |
| 年份 | 歌曲                 | 903      | 週數     | RTHK     | 週數     | 997      | 週數     | TVB      | 週數     | ViuTV    | 週數     |
| ---- | -------------------- | -------- | -------- | -------- | -------- | -------- | -------- | -------- | -------- | -------- | -------- |
| 2024 | DRUNK DIAL           | -        | -        | 3        | 6        | 1        | 6        | 9        | 3        | 2        | 3        |
| 2024 | Unfamiliar City      | -        | -        | -        | -        | 2        | 2        | -        | -        | 1        | 5        |
| 2024 | 沒有咖啡的喫茶店(國) | -        | -        | 2        | 6        | -        | -        | 4        | 7        | -        | -        |
| 2025 | Gas Station Diner    | -        | -        | 1        | 4        | 1        | 9        | 1        | 5        | 1        | 3        |

- （×）表示沒有派往該平台